# Вулиця Северина Наливайка (Київ)
Ву́лиця Северина Наливайка — вулиця в Подільському районі міста Києва, житловий масив Квітництво, місцевість Сирець. Пролягає від Сирецько-Садової вулиці до проспекту Європейського Союзу.
Прилучаються вулиці вулиці Олександра Олеся та Генерала Грекова.

## Історія
Виникла у другій половині 2010-х під проектною назвою Вулиця Проектна 12922. Назва - на честь українського військового діяча, козацького ватажка Северина Наливайка  з 2018 року